# Hermanville (Seine-Maritime)
Hermanville település Franciaországban, Seine-Maritime megyében. Lakosainak száma 116 fő (2022. január 1.). Hermanville Auppegard, Bacqueville-en-Caux, Brachy, Lammerville és Thil-Manneville községekkel határos.

## Népesség
A település népességének változása:
| Lakosok száma | 111  | 115  | 122  | 116  | 116  | 115  | 115  | 116  | 116  |
|               | 2013 | 2015 | 2016 | 2017 | 2018 | 2019 | 2020 | 2021 | 2022 |